# 下埔
下埔，是台灣宜蘭縣頭城鎮的一個傳統地域名稱，位於該鎮南部。相較於今日行政區，其範圍大致為包括頂埔里、下埔里。

## 歷史
台灣清治末期，下埔地區為一街庄，稱為「下埔庄」，隸屬於頭圍堡。該庄東與三抱竹庄為鄰，南與大塭庄為鄰，西南邊一小段與二圍庄為鄰，西邊為中崙庄，北邊為金面庄、新興庄。
1901年（日治明治三十四年）11月，廢縣廳改設二十廳，該庄隸屬於宜蘭廳，編入第四區。1905年（明治三十八年）7月，第四區改名「二圍區」。1909年（明治四十二年）10月，合併二十廳為十二廳，該庄仍隸屬於宜蘭廳。1920年（大正九年），廢十二廳改設五州二廳，該庄改制為「下埔」大字，隸屬於臺北州宜蘭郡頭圍庄，大字下有「下埔」、「頂埔」小字名。
戰後頭圍庄改制為頭圍鄉，隸屬於臺北縣，大字亦改制為村。1946年9月，頭圍鄉更名為頭城鄉。1948年再改制為頭城鎮，村改制為里。1950年10月，北、基、宜分治，頭城鎮改隸屬於宜蘭縣。

## 聚落
本地區發展較早的聚落有頂埔、下埔等，在日治期初期的官方地圖上已有記載。

## 交通
台鐵宜蘭線是台灣東北部鐵路幹線，大致以東北—西南走向經過下埔地區西北部。境內設有頂埔車站，屬招呼站，只停靠區間車。由此可前往台鐵沿線各地。
省道台2線（頭濱路三段）是台灣濱海公路系統之一，其中基隆至蘇澳路段又稱為「北部濱海公路」，大致以縱向轉西北—東南走向經過本地區東北端。由該道路向北可前往頭城市區、貢寮、瑞芳、基隆等地，向東南轉南可前往壯圍、五結、蘇澳等地。
省道台2庚線（青雲路二段）是頭城至二城的幹線，大致以東北—西南走向經過本地區西北部邊界地帶。由該道路向東北可前往頭城市區南側並止於省道台2線路口，向西南可前往中崙北部、二城並止於省道台9線路口，亦可於該處連接國道5號頭城交流道。
縣道191號是頂埔至宜蘭的道路，其北側端點位於本地區西北部邊界上的省道台2庚線路口。由此向南南西出境後，可前往中崙、大塭、五股、茅埔、踏踏、抵美、五間、壯七並止於宜蘭市區東側的省道台7線路口。

## 學校
- 二城國小（大部分）